# Lilyana Natsir
Lilyana Natsir (född 9 september 1985) är en indonesisk idrottare som tog silver i badminton tillsammans med Nova Widianto vid olympiska sommarspelen 2008 i Peking. Hon tog guld i mixeddubbel tillsammans med Tontowi Ahmad vid olympiska sommarspelen 2016.

## Olympiska meriter

### Olympiska sommarspelen 2008
| Namn                             | Gren   | 32-delsfinal | 16-delsfinal | 8-delsfinal                             | Kvartsfinal                                        | Semifinal                                 | Final                            | Final            |
| Namn                             | Gren   | Resultat     | Resultat     | Resultat                                | Resultat                                           | Resultat                                  | Resultat                         | Plats            |
| -------------------------------- | ------ | ------------ | ------------ | --------------------------------------- | -------------------------------------------------- | ----------------------------------------- | -------------------------------- | ---------------- |
| Vita Marissa Lilyana Natsir      | Dubbel |              |              | (1) Yang och Zhang (CHN) L 19-21, 15-21 | Gick inte vidare                                   | Gick inte vidare                          | Gick inte vidare                 | Gick inte vidare |
| (1) Nova Widianto Lilyana Natsir | mixed  |              |              | Han och Hwang (KOR) W 23-21, 21-19      | Prapakamol och Thoungthongkam (THA) W 21-13, 21-19 | (4) He och Yu (CHN) W 15-21, 21-11, 23-21 | Lee och Lee (KOR) L 11-21, 17-21 |                  |